# Setosophroniella papuana
Setosophroniella papuana är en skalbaggsart som beskrevs av Stefan von Breuning 1961. Setosophroniella papuana ingår i släktet Setosophroniella och familjen långhorningar. Inga underarter finns listade i Catalogue of Life.